# Олексій Михайлович
Олексій Михайлович Романов (19 (29) березня 1629 — 8 (18) лютого 1676) — другий московський цар (1645—1676) із династії Романових. Син царя Михайла Федоровича та його другої дружини Євдокії Лук'янівни Стрешнєвої. Батько Петра І. Повний титул: «Божою милістю Великий Государ, Цар і Великий князь, всієї Великої й Малої, й Білої Росії самодержець, і багатьох держав і земель Східних і Західних, і Північних отчич і дідич, і спадкоємець, і государ, і власник» (рос. Божиею милостью Великий Государь Царь и Великий князь, всея Великия и Малыя и Белыя Росии самодержец, и многих государств и земель Восточных и Западных и Северных отчич и дедич и наследник и государь и обладатель).

## Правління
За царювання Олексія Михайловича державний устрій Московської держави став набирати характеру абсолютизму. Соборне уложення 1649 року остаточно закріпачувало селян та розширювало права дворянства і купецтва, Церковна реформа патріарха Никона (1666) викликала розкол Московської церкви (поява «старообрядництва») та жорстоку церковно-релігійну боротьбу.

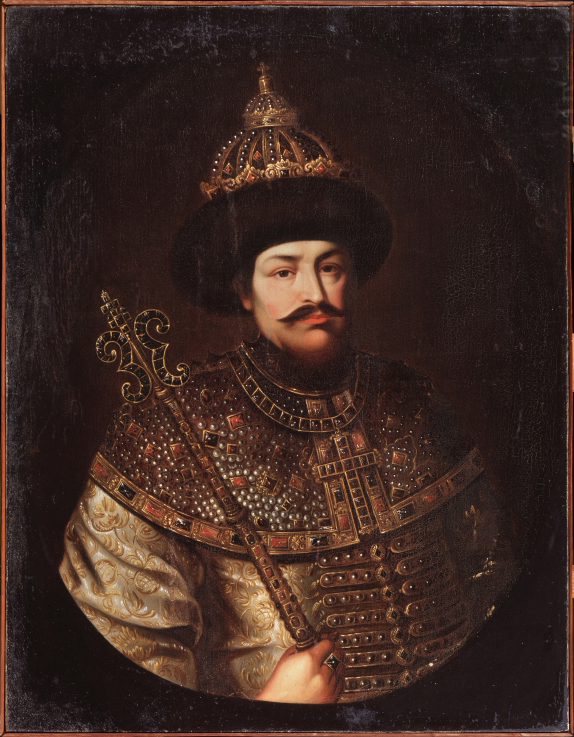
Можливий портрет Олексія Михайловича. Невідомий художник, XVIII століття

Зовнішня політика Московського царства за Олексія Михайловича відзначалась активною експансією щодо сусідніх народів та країн, уклав Переяславський договір 1654 з Україною. Порушуючи умови договору, ще за життя Богдана Хмельницького намагався здійснити ряд заходів, спрямованих на обмеження державних прав України.
У 1654—1656 і 1660—1667 роках вів війну з Річчю Посполитою. Зайнявши за допомогою козацьких полків всю Білорусь і Литву, припинив подальші воєнні дії, які мали завершитись повним вигнанням шляхти Речі Посполитої з українських земель. Сподіваючись стати королем Речі Посполитої і нехтуючи інтересами України, уклав Віленське перемир'я 1656 року В результаті Андрусівського перемир'я 1667 Річ Посполита й Московське царство розділили між собою Україну по Дніпру, Київ дістався Москві. Війна зі Швецією (1656-58) за вихід до Балтійського моря закінчилася невдачею.
Протягом 1670-х велися війни з Кримським ханством та Османською імперією, в яких Московії не вдалося пробитись до Чорного моря.
Постійні воєнні дії та погіршення становища населення викликали бунти та повстання (1648 та 1662 у Москві, 1650 у Пскові і Новгороді), які були жорстоко придушені.
В передостанній рік царювання запланував масштабний військовий похід в Європу проти Генеральних Штатів Сполучених Нідерландів, які очолював тоді Вільгельм III (нід. Willem Hendrik), граф Нассауський (рос. граф Насовский) та принц Оранський, і Священної Римської імперії. Похід, для якого московський цар у 1675 році зібрав 300-тисячне військо, міг внести суттєві зміни в територіальний розподіл Європи.
Священна Римська Імперія намагалася будь що, у 1675 році зняти напругу у дипломатичний спосіб, відправивши до московитів відразу два посольства в особі бранденбурзького посла Шультета і австрійських послів А. Ф. де Боттони та І. К. Терлінгерена ду Гусмана. Втім обидві місії були безуспішними самодержець у своєму рішенні залишився непохитним. Останню надію було покладено на нідерландське посольство Кунраада фан-Кленка, який зустрів звістку щодо провалу імператорського та бранденбургського послів в дорозі між Устюгом та Вологдою разом із повідомленням, що його буде прийнято «съ почетомъ не большимъ, чѣмъ съ тѣмъ, каковой былъ оказанъ господину Бореелю, т.е. съ почетомъ, меньшимъ противъ того, какъ принимаются теперь послы коронованныхъ особъ» (с. C-CI).
Кунрада фан-Кленка направили послом не випадково, бо він мав в Росії багато впливових знайомих. Кожен з них в даному питанні був на вагу золота, допомогаючи послу важливою інформацією. Втім це не допомогло, тому що Олексій Михайлович на перегмовинах 27 січня зайняв жорстку позицію, відхиливши геть пропозиції голландських вельмож. Як зауважив Кленк у листах до принца Оранського, царська відповідь була такою саме, як бранденбурзькому і римському посольствам. За підсумками зустрічі була призначена друга аудієнція на 29 січня (тому ця дата не може бути прийнята, як день смерті царя, як вважалося раніше), під час якої переговорів взагалі не було. Послам зачитали царський вирок і представили комісарів для залагодження подальшої справи.
Втім у суботу, 8 лютого, о 7 годині вечора Великий Государ, Цар і Великий князь помер — за версією голландських лікарів (саме цей діагноз був офіційно прийнятий до недавнього часу), від цинги.
|  | Что касается особенностей его болѣзни, доктора первоначальною причиною называли цынгу (обыкновенную у Московитовъ болѣзнь), къ которой нѣсколько лѣтъ тому назадъ присоединилась водянка; между тѣмъ никакимъ образомъ не удавалось убѣдить Его Величество, человѣка очень тучнаго, принять какія-нибудь лѣкарства. Незадолго передъ кончиною онъ немного простудился… Вслѣдствіе этого, при такой неумѣренности, нездоровье Его Царскаго Величества такъ усилилось, что потеряна была надежда на сохраненіе его жизни… (с. 431). |

## Спадкоємці
Відповідно до загальноприйнятої версії, у Олексія Михайловича було 16 дітей: 13 від першої дружини Марії Милославської та троє від другої, Наталії Наришкіної. За тїєю ж версією, якщо не рахувати малолітніх Івана та Петра, після смерті царя залишився лише один спадкоємець: Великий Князь Федір Олексійович. Втім, окремі дослідники, спираючись на іноземні першоджерела, останнім часом ставлять її під сумнів. Зокрема, йдеться про старшого брата Великого князя Олексія та молодшого Сімеона.
Так, член польського посольства Бернгард Таннер, який особисто відвідував Москву у 1678 році, згадує про трьох спадкоємців Олексія Михайловича, в тому числі — старого брата царевича Федора:
|  | Царь Алексѣей имѣлъ отъ первой жены двухъ сыновей, изъ коихъ старшій былъ очень убогъ и жилъ постоянно въ монастырѣ, а второй – Ѳеодоръ Алексѣевичъ. По смерти первой жены Царь женился на другой, имѣлъ отъ нея сына и умеръ, оставивъ троихъ наслѣдниковъ. Самый старшій по убожеству не могъ наслѣдовать престолъ; наслѣдовалъ Ѳеодоръ Алексѣевичъ, хотя при избраніи и было немало споровъ между вельможами. Описаніе путешествія польскаго посольства въ Москву въ 1678 году |

Старшим братом Федора Олексійовича міг бути тільки Олексій Олексійович. Фраза Таннера про «чимало споров між вельможами при обранні» вказує, що мала місце якась смута, пов'язана з вибором спадкоємця і, ймовірно, відстороненням старшого царевича. Як відомо, під час обрання Федора Олексійовича було зачитано заповіт, нібито, його батька Царя Олексія «Ухвала про престолонаслідування» від 1674 року, в якому спадкоємцем оголошувався царевич Федір. Проте в цьому не було жодної необхідності, якщо б царевичу трон й так належав по старшинству. І навпаки: заповіт був конче потрібен, якщо його повнолітній брат був би живий.